# L'estaca
L'estaca és una cançó composta pel cantautor català Lluís Llach el 1968.
Aquesta cançó, que s'ha traduït a diversos idiomes, ha arribat a popularitzar-se tant que en molts llocs la consideren autòctona. Va ser composta en temps de la dictadura del general Franco i és una crida a la unitat d'acció per aconseguir la llibertat. Ha esdevingut un símbol de qualsevol lluita per la llibertat. Se n'han arribat a enregistrar més de cinquanta versions, en occità, francès, èuscar, alemany, cors, i d'altres, entre les quals la polonesa Mury (mur), que, damunt el mateix tema, tota la lletra és diferent. El 1985, Lluís Llach va cantar aquesta cançó al Camp Nou, del Barça.
Un fet curiós i representatiu alhora de la seva popularitat arreu és que el sindicat polonès Solidarność (Solidaritat) adoptés Mury (L'Estaca) com a himne propi, i també que fos triada com a himne oficiós pel club de rugbi perpinyanès USAP i com a himne de la Revolució de Tunísia del 2011.

## Lletra
A la lletra explica, mitjançant la metàfora del lligament a una estaca, el treball per la llibertat.
La situació és una conversa que mantenen en un portal a trenc d'alba el personatge principal i l'avi Siset, el qual li diu: «…que no veus l'estaca on estem tots lligats? Si no podem desfer-nos-en mai no podrem caminar!»; i li dona la indicació que l'única forma d'alliberar-se'n és mitjançant l'acció col·lectiva: «Si estirem tots, ella caurà […] si jo estiro fort per aquí i tu l'estires fort per allà, segur que tomba, tomba, tomba, i ens podrem alliberar.»

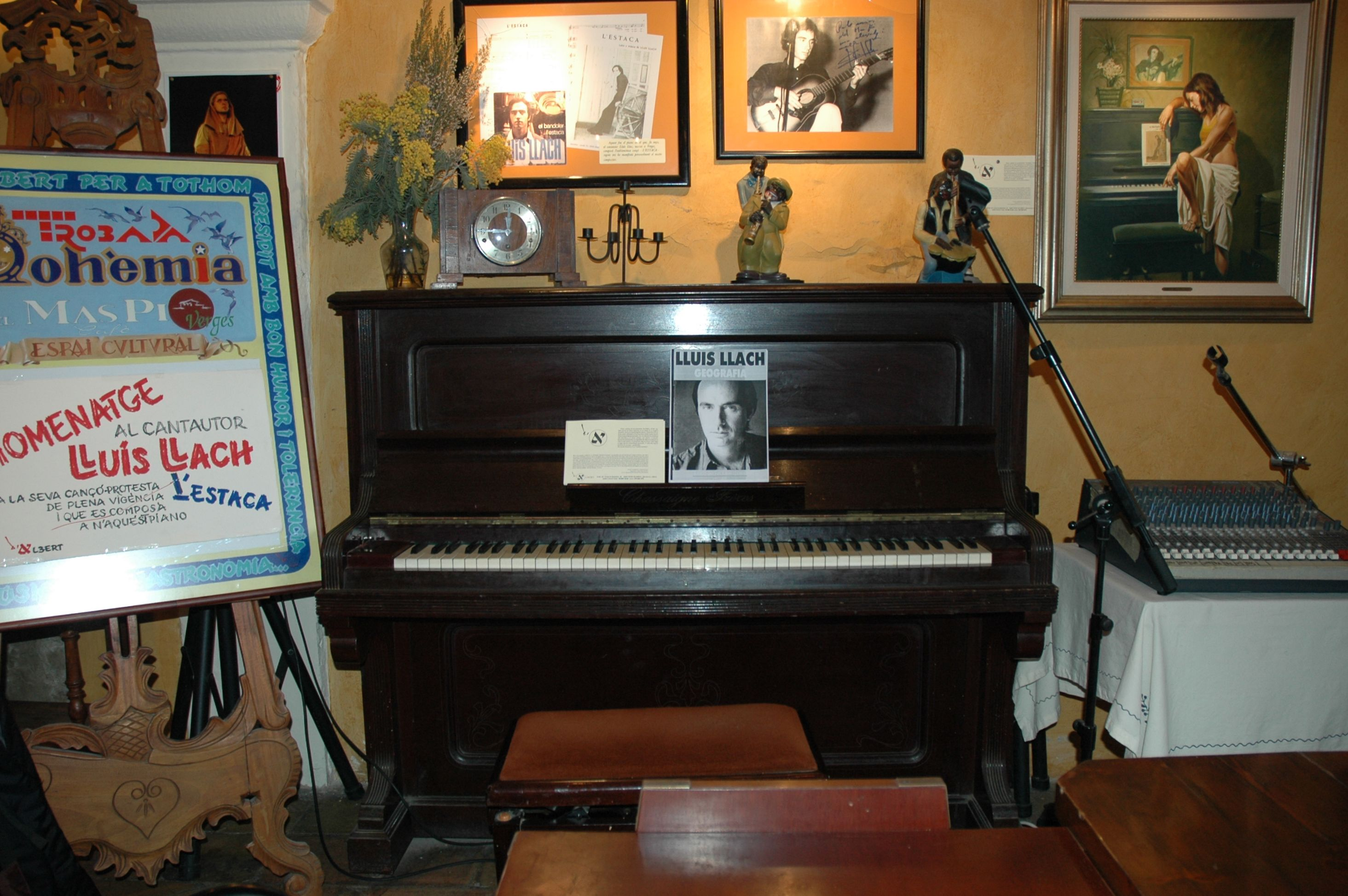
Piano al Mas Pi a Verges, on Lluís Llach va compondre L'Estaca

La lluita per l'alliberament és dura, no para, no té descans... la recuperació del mal infligit pels tirans es realitza en cada pausa, això queda reflectit a: «Però, Siset, fa molt temps ja, les mans se'm van escorxant, i quan la força se me'n va ella és més ampla i més gran.»
La idea de la conscienciació col·lectiva per a aconseguir la llibertat, per continuar en la lluita, es comunica en els últims versos. Una vegada mort l'avi Siset, el protagonista és l'encarregat d'anar comunicant l'esperit d'unitat en la lluita per la llibertat a les noves generacions, amb la nova estrofa: «I mentre passen els nous vailets, estiro el coll per cantar el darrer cant d'en Siset, el darrer que em va ensenyar.»
Com a curiositat, quan Llach va escriure la lletra d'aquesta cançó va utilitzar la paraula columna en lloc d'estaca. Va ser en les revisions posteriors de la lletra que es va suggerir canviar columna per estaca.

## L'avi Siset
L'avi Siset, el personatge emblemàtic de la cançó, s'inspira en el tortellanenc Narcís Llansa i Tubau, també conegut com a avi Llansa, vell Llansa o Siset Llansa, que feia de barber a la localitat de Besalú. Narcís Llansa era republicà, catalanista i anticlerical i fou elegit regidor de l'Ajuntament de Besalú per ERC quan es va proclamar la Segona República l'any 1931. Durant la postguerra, va ser obligat per les forces franquistes a netejar l'església i fins i tot a anar a missa, encara que ell mai no ho havia fet fins aquell moment al·legant que el diumenge era el dia que tenia més feina a la barberia.
A partir de principis de la dècada de 1960, en Siset passava els estius a casa de la seva filla a Verges. En aquesta localitat va conèixer l'encara adolescent Lluís Llach, amic del seu net, Ponç Feliu, i jugaven plegats a la botifarra. Llach i l'avi Siset van compartir també moltes estones pescant al riu Ter, on Narcís Llansa va obrir els ulls al jove Llach sobre el franquisme, trencant els esquemes que li havien inculcat tant a casa com a l'escola. Llach explica en el pròleg del llibre L'Avi Siset que «Siset em parlava sempre amb una mirada ferma i uns ulls lluminosos de bona persona». L'any 1968 Llach va escriure L'estaca inspirant-se en les converses que havia tingut amb Siset en el despertar de l'adolescència.

## Versions
El cantant francès Marc Ogeret en va fer una versió amb el nom de L'Estaque, mentre que Marc Robine en va fer una versió que va anomenar Le Pieu. La versió en suec del grup Göteborgs Visgrupp té per títol Pålen.
Zebda canta una versió de la cançó en l'àlbum Motivés 1998 que és un recull de cançons de caràcter revolucionari o de resistència. També han fet versions de la cançó el grup Femmouzes T (àlbum Tripopular, 2005), i Jean-Bernard Plantevin en el seu àlbum Cigalejado (2007).
Mury (Murs) és una cançó protesta escrita pel polonès Jacek Kaczmarski el 1978, basada en L'estaca. La cançó va esdevenir un símbol d'oposició al règim comunista de la Polònia dels anys 80. Els treballadors del sindicat Solidarność, del premi Nobel de la pau Lech Wałęsa, la van popularitzar en fer-la el seu himne.
El cantautor basco-català Gorka Knörr en va fer una versió en basc amb el nom de Agure zaharra (El vell ancià). El grup de ska basc Betagarri va fer-ne una nova versió en el seu disc Zuzenena.
L'abril de 1995 apareix publicada al disc Materiale Resistente, editat per commemorar el 50è aniversari de l'alliberament d'Itàlia del feixisme, amb el títol de Lou Pal interpretada pel grup occità d'Itàlia Lou Dalfin.
El setembre del 2015, Pere Enguix, Joan Andreu Reyes i Carles Tamayo creen el clip SISET; una versió de L'estaca en set idiomes (anglès, francès, català, castellà, brasiler i italià) i set estils musicals diferents (blues, musette, rumba catalana, rumba espanyola, reggae, samba i música de circ) sota el lema «Trenquem les estaques». Al videoclip hi participen músics i artistes com en Cece Giannotti, Tortell Poltrona, Jordi Paulí, Albert Cruz o Gertrudis i és protagonitzat per l'actor David De Julio.
El 15 d'octubre de 2016, el grup cors I Chjami Aghjalesi i la vocalista d'origen cors Jenifer Bartoli van interpretar una versió en cors amb el nom de Catena. La cançó es va interpretar al programa de televisió Les copains d'abord, un dels més populars de l'emissora pública francesa France 2, i va tenir una audiència de tres milions d'espectadors. Llach va mostrar la seva admiració a twitter afirmant que: «M'han fet moltes versions de l'estaca, però la que ha fet aquest grup cors em commou».
El maig de 2018 la revista Enderrock va celebrar el seu 50è aniversari amb un número especial, el 275. El reportatge central estava dedicat als cinquanta anys de L'estaca. S'hi explica la història de la cançó, el perquè del seu èxit, l'aventura internacional i diverses persones de la vida pública catalana hi van comentar la seva relació amb la cançó. A més, hi ha referenciades més de dues-centes cinquanta versions de L'estaca de grups i cantants d'arreu del món.
La versió en rus, titulada Steny, va convertir-se en l'himne contra la repressió de Vladímir Putin.